# Shana'Kin Yaxchel Pacal
Shana'Kin Yaxchel Pacal (« Geai vert sur le mur ») est une reine maya de Copán et la femme du roi Yik'in Chan K'awiil. Elle est également connue par le titre de Yax Ahau Xoc, de sens incertain. 

## Biographie
On ne sait pas ce qu'était son nom personnel : dans les écrits officiels, elle est toujours appelée Dame Yax Ahau Xoc (« Noble jeune lectrice » ou  « Conteuse du jeune seigneur » en maya). Elle était une princesse de Lakamha, bien que le nom et l'origine de sa mère soient inconnus. Son père était Seigneur K'inich Hanaab Pacal II, et son frère K'uk Balaam (« Quetzal Jaguar »), devenu le Seigneur de Lakamha après son père. Elle épousa Seigneur Yik'in Chan K'awlil en début de son adolescence et lui donna un fils, Yax Pasaj Chan Yopat. Son mari mourut en 763 apr. J.-C., après treize ans de mariage, et son jeune fils fut couronné Seigneur des Xukpi ; Yax Pasaj Chan Yopat régna pendant 57 ans comme le dernier souverain de Xukpi. À la fin du règne, la tension croissante entre les classes supérieures et inférieures ainsi que la consanguinité parmi le petit nombre de familles nobles conduisirent à une perte d'autorité du conseil des chefs de lignage sur les gens ordinaires. 
Peu de temps après, au milieu du IXe siècle, les cités mayas classiques s'effondrèrent en raison de la déforestation, l'épuisement des sols, la sécheresse, la chasse excessive et la surpopulation.

## En fiction dans lesRoyal Diaries
Une représentation fictive de Shana'Kin Yaxchel Pacal est donnée dans La Dame de Palenque: Fleur de Bacal, un roman pour jeunes adultes qui fait partie de la série The Royal Diaries de Scholastic. Le roman commence quand la dame est âgée de treize ans et épouse Yik'in Chan K'awlil, qui est de vingt ans son aîné. Le livre est un compte de son voyage de Lakamha (aujourd'hui Palenque) à Xukpi (Copán) et ses premiers jours là-bas. Dans l'épilogue, il est indiqué qu'un an après leur mariage, ils ont eu un fils, Yax Pasaj Chan Yopat. Le mari de la Dame est mort à 46 ans après treize ans de mariage et a quitté son royaume à son fils de 12 ans. Il est suggéré que la dame s'est peut-être remariée et a eu un autre fils après la mort de son mari.